# Bryce DeWitt
Bryce Seligman DeWitt (Dinuba, 8 de janeiro de 1923 — Austin, 23 de setembro de 2004) foi um físico teórico estadunidense.